# Гепепирис
Гепепирис (на гръцки: Γηπαιπυρεω, Gepaepyris, fl.: 1 век) е траийската принцеса и клиент-царица на Боспорското царство и Колхида от 37/38 до 39 г.

## Произход и управление
Тя е дъщеря на сапейския тракийски цар Котис VIII и на съпругата му Антония Трифена, дъщеря на понтийския владетел римския клиент-цар Полемон I и царица Питодорида от Понт, която е внучка на Марк Антоний. По бащина линия е внучка на римския клиент-цар Реметалк I от Тракия и Питодорида (I). Гепепирис е от персийски, гръцки и римски произход.
Гепепирис се омъжва за Тиберий Юлий Аспург († 38), римски клиент-цар на Боспорското царство през ок. 14/15 – 37/38 г. от Аспургидите. Той е от гръцко-ирански произход, син на боспорската царица Динамия от Понт и Асандър.
Аспург умира през 38 г. След неговата смърт, Гепепирис управлява с техния първороден син. Намерени са монети с нейното име: „ ΒΑΣΙΛΙΣΣΗΣ ΓΗΠΑΙΠΥΡΕΩΣ“.

## Деца
Гепепирис и Тиберий имат двама сина:
- Тиберий Юлий Митридат (Митридат III Боспорски), упр. 38/39 – 44 г.
- Тиберий Юлий Котис I (Котис I Боспорски), упр. 45 – 69 г.